# نیکولو دلاباته
نیکولو دلاباته (به انگلیسی: Niccolò dell'Abbate) یک نقاش تکلف‌گرای ایتالیایی در سبک آبرنگ و رنگ روغن بود.

## نگارخانه

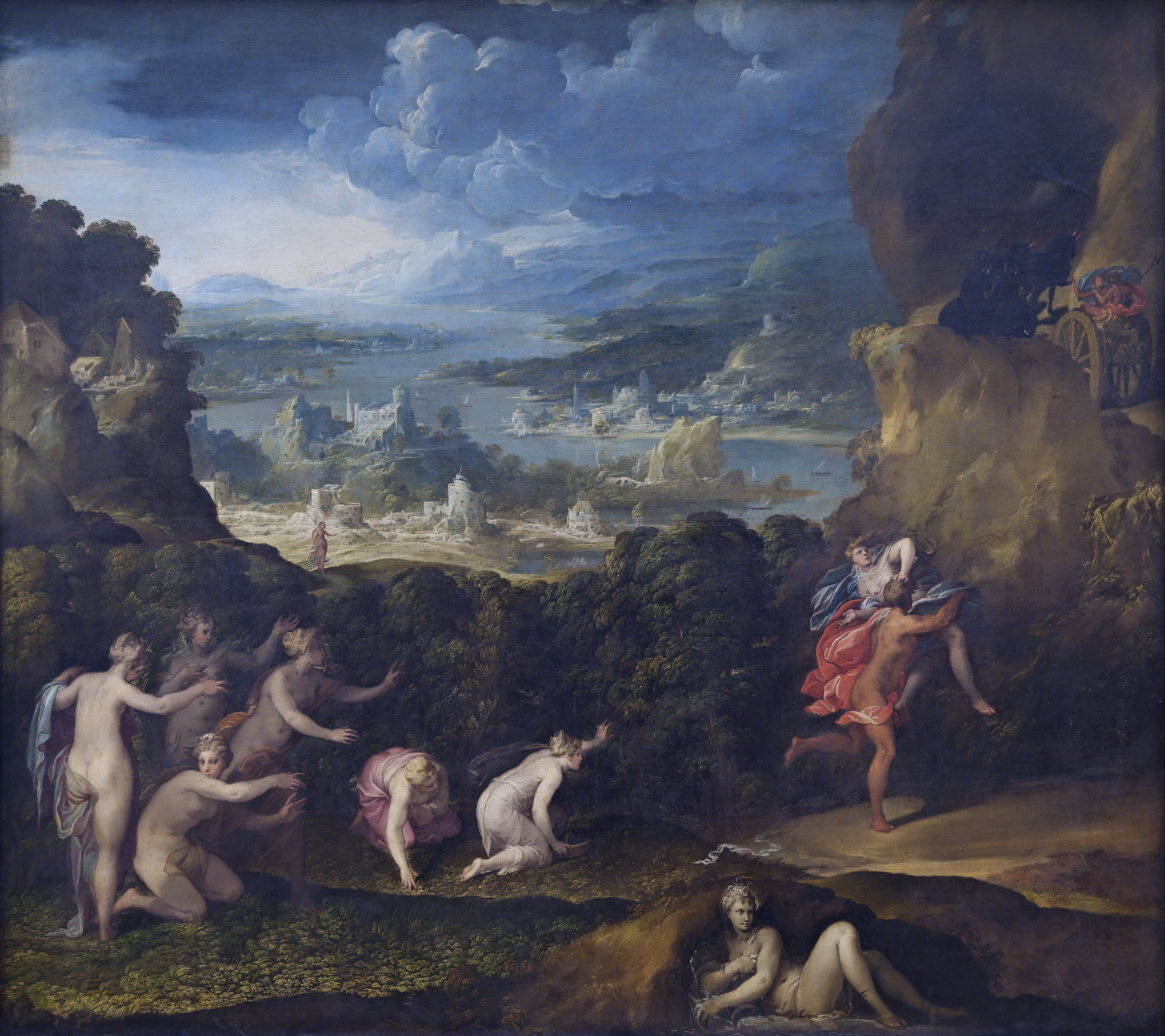
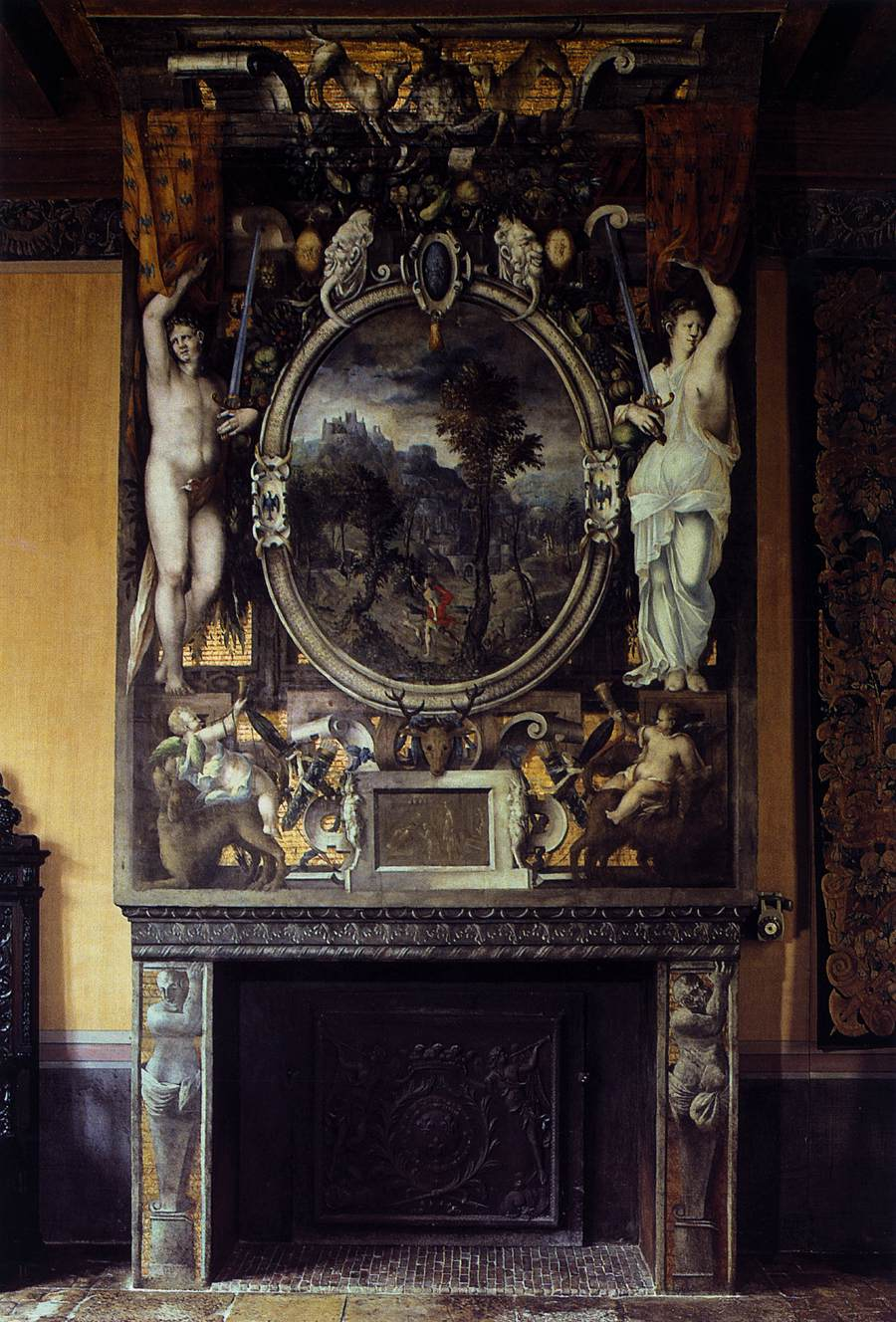
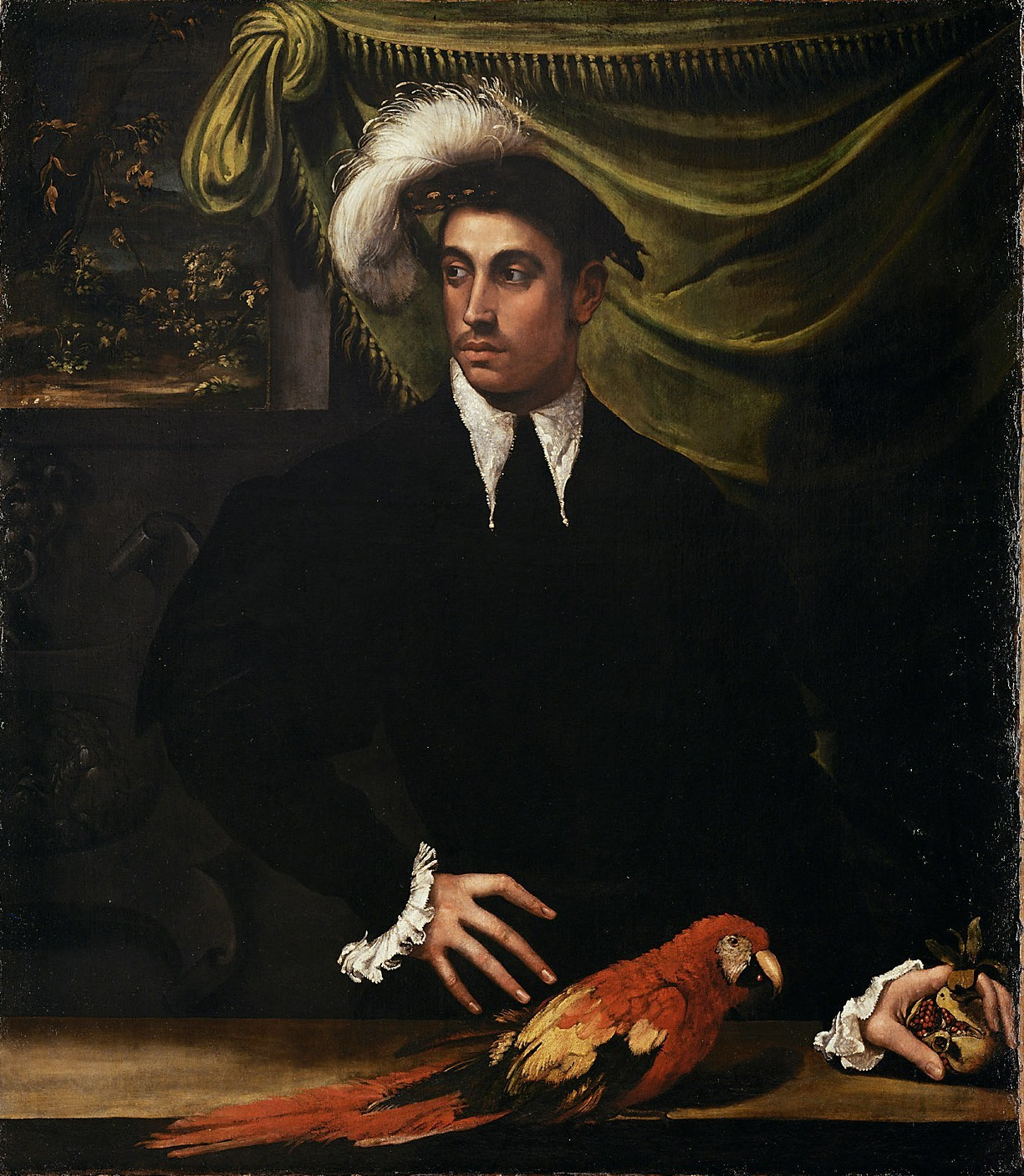
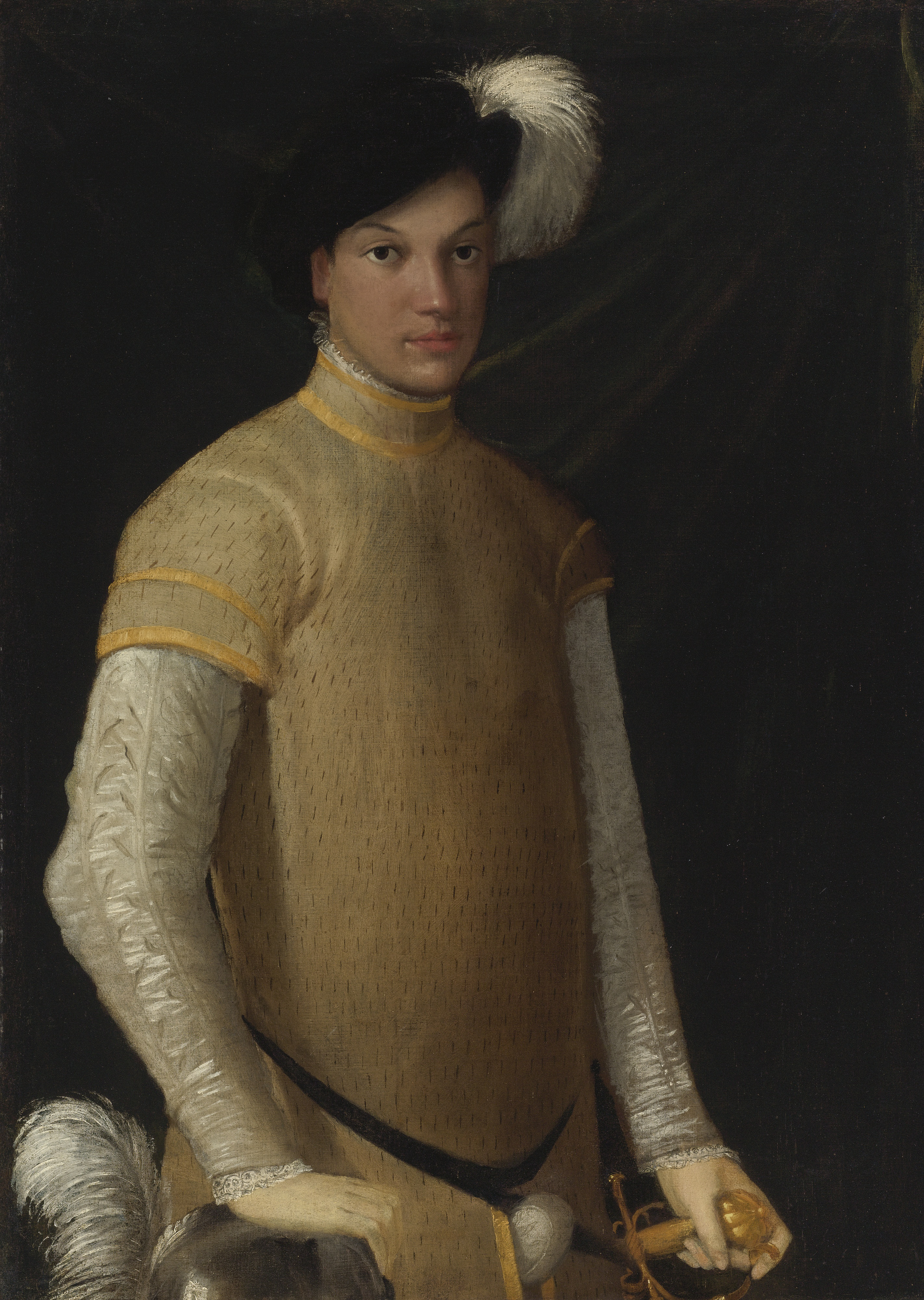
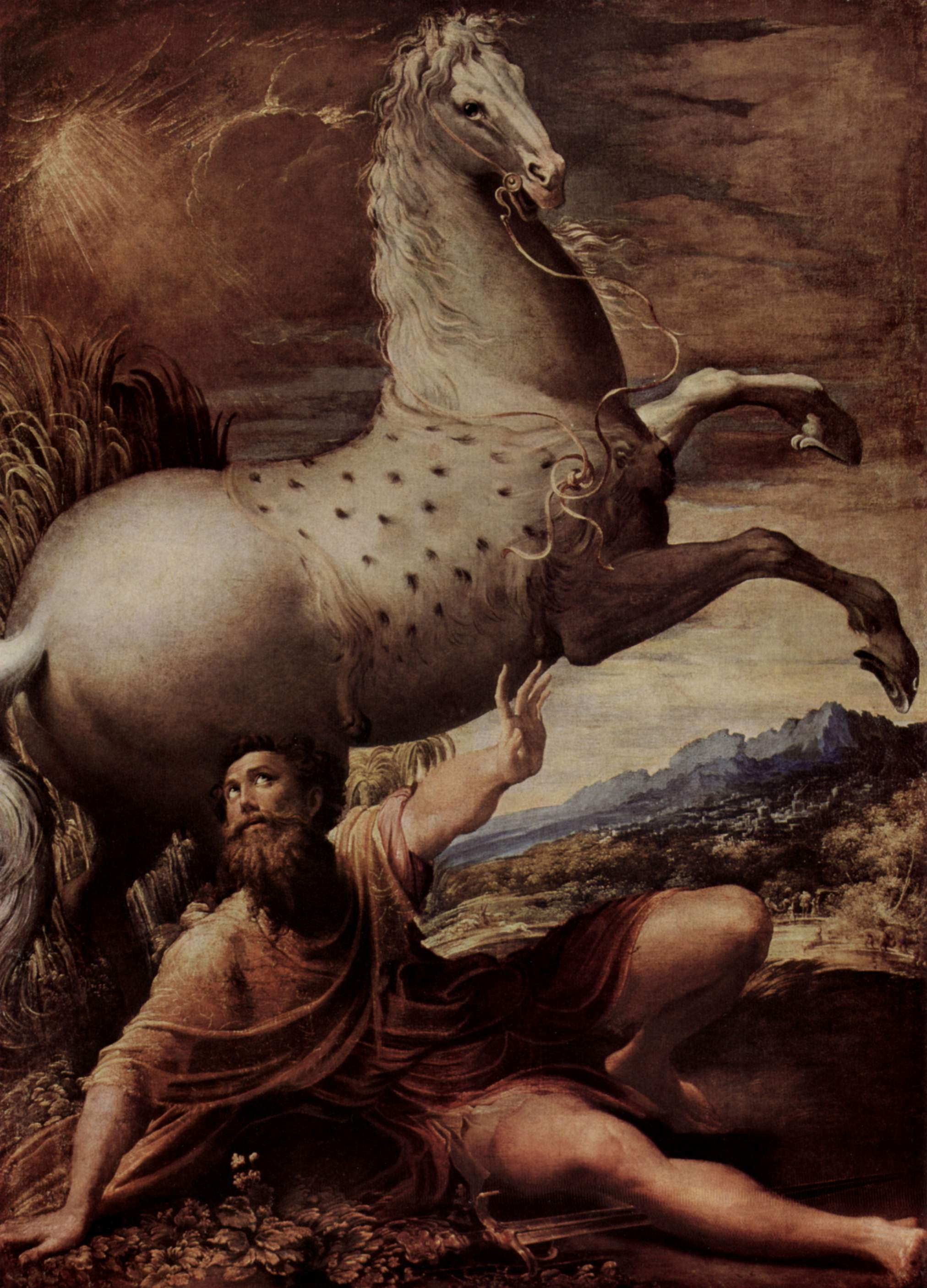